# Bataille de Taillebourg, 21 juillet 1242
La Bataille de Taillebourg, 21 juillet 1242 est un tableau d'Eugène Delacroix, peint en 1837. Il s'agit de l'une des œuvres visibles dans la galerie des batailles, au château de Versailles, en France. C'est également la seule peinture de la galerie des batailles (et probablement la seule du château de Versailles) réalisée par Delacroix.

## Description
La Bataille de Taillebourg est une huile sur toile, de 4,89 m de haut sur 5,54 m de long. Elle représente une scène de la bataille de Taillebourg, en 1242.

## Localisation
L'œuvre est située dans la galerie des batailles, dans le château de Versailles. Les toiles de la galerie étant disposées par ordre chronologique, elle est placée entre celles représentant la bataille de Bouvines (1214) et la bataille de Mons-en-Pévèle (1304).

## Historique
En 1833, le roi Louis-Philippe, au pouvoir depuis 3 ans, décide de convertir le château de Versailles en musée historique de la France. La galerie des batailles est inaugurée en 1837. 33 toiles monumentales y sont disposées, dépeignant des épisodes militaires de l'histoire de France.
Après avoir fait une ébauche, Eugène Delacroix peint la toile en 1837.